# Collegio elettorale di San Giuliano Milanese (Camera dei deputati)
Il collegio di San Giuliano Milanese fu un collegio elettorale uninominale della Repubblica Italiana per l'elezione della Camera dei deputati. Apparteneva alla circoscrizione Lombardia 1 e fu utilizzato per eleggere un deputato nella XII, XIII e XIV legislatura.
Venne istituito nel 1993 con la cosiddetta Legge Mattarella (Legge n. 277, Nuove norme per l'elezione della Camera dei deputati), attuata in seguito al referendum abrogativo del 1993. La legge istituì per la Camera dei deputati e per il Senato della Repubblica un sistema di elezione misto, in parte maggioritario e in parte proporzionale. Il 75% dei parlamentari dell'assemblea veniva eletto in collegi uninominali tramite sistema maggioritario a turno unico; il restante 25% alla Camera veniva eletto tramite sistema proporzionale con liste bloccate.
Il collegio venne abolito insieme a tutti gli altri che costituivano la Camera con la promulgazione della legge elettorale successiva, la cosiddetta Legge Calderoli. Questa prevedeva un sistema proporzionale con premio di maggioranza, che alla Camera veniva attribuito a livello nazionale.

## Territorio
Il collegio di San Giuliano Milanese era uno dei 74 collegi uninominali in cui era suddivisa la Lombardia e, come previsto dal D.Lgs. del 20 dicembre 1993 n. 536, era interamente compreso nella provincia di Milano e comprendeva i seguenti comuni: Cerro al Lambro, Colturano, Dresano, Mediglia, Melegnano, San Colombano al Lambro, San Donato Milanese, San Giuliano Milanese, San Zenone al Lambro, Tribiano e Vizzolo Predabissi.

## Eletti
| Elezione | Elezione | Deputato                  | Partito                 |
| -------- | -------- | ------------------------- | ----------------------- |
|          | 1994     | Marco Taradash            | Polo delle Libertà (FI) |
|          | 1996     | Ferdinando Targetti       | L'Ulivo (PDS)           |
|          | 2001     | Fabio Stefano Minoli Rota | Casa delle Libertà (FI) |

## Dati elettorali

### XII legislatura

#### Risultati proporzionale
| Coalizioni        | Coalizioni           | Liste                           | Liste                              | Voti   | %     |
| ----------------- | -------------------- | ------------------------------- | ---------------------------------- | ------ | ----- |
|                   | Polo delle Libertà   |                                 | Forza Italia                       | 23.136 | 27,81 |
|                   | Polo delle Libertà   | Lega Nord                       | 10.447                             | 12,56  |       |
| Totale Coalizione | Totale Coalizione    | 33.583                          | 40,37                              |        |       |
|                   | Progressisti         |                                 | Partito Democratico della Sinistra | 16.384 | 19,70 |
|                   | Progressisti         | Rifondazione Comunista          | 5.237                              | 6,30   |       |
|                   | Progressisti         | Federazione dei Verdi           | 2.670                              | 3,21   |       |
|                   | Progressisti         | Alleanza Democratica            | 1.462                              | 1,76   |       |
|                   | Progressisti         | Partito Socialista Italiano     | 1.428                              | 1,72   |       |
|                   | Progressisti         | La Rete - Movimento Democratico | 1.267                              | 1,52   |       |
| Totale coalizione | Totale coalizione    | 28.448                          | 34,21                              |        |       |
|                   | Patto per l'Italia   |                                 | Partito Popolare Italiano          | 6.442  | 7,74  |
|                   | Patto per l'Italia   | Patto Segni                     | 3.946                              | 4,74   |       |
| Totale coalizione | Totale coalizione    | 10.388                          | 12,48                              |        |       |
|                   | Alleanza Nazionale   | Alleanza Nazionale              | Alleanza Nazionale                 | 5.070  | 6,09  |
|                   | Lista Pannella       | Lista Pannella                  | Lista Pannella                     | 4.433  | 5,33  |
|                   | Lega Alpina Lumbarda | Lega Alpina Lumbarda            | Lega Alpina Lumbarda               | 841    | 1,01  |
|                   | Lega Angela Bossi    | Lega Angela Bossi               | Lega Angela Bossi                  | 422    | 0,51  |
| Totale            | Totale               | Totale                          | Totale                             | 83.185 |       |

#### Risultati uninominale
|                               | Marco Taradash ✔️ Eletto | Polo delle Libertà (FI - LN - CCD - UDC - Riformatori) | 39 848 | 48,42 |  |  |  |  |  |
|                               | Ramon Mantovani          | Progressisti                                           | 26 520 | 32,23 |  |  |  |  |  |
|                               | Francesco Lacchi         | Patto per l'Italia                                     | 10 000 | 12,15 |  |  |  |  |  |
|                               | Guido Papetti            | Alleanza Nazionale                                     | 5 925  | 7,20  |  |  |  |  |  |
| Totale                        | Totale                   | Totale                                                 | 82 293 | 100   |  |  |  |  |  |
|                               |                          |                                                        |        |       |  |  |  |  |  |
| Fonte: Ministero dell'interno |                          |                                                        |        |       |  |  |  |  |  |

### XIII legislatura

#### Risultati proporzionale
| Coalizioni        | Coalizioni                         | Liste                                     | Liste                              | Voti   | %     |
| ----------------- | ---------------------------------- | ----------------------------------------- | ---------------------------------- | ------ | ----- |
|                   | Polo per le Libertà                |                                           | Forza Italia                       | 21.072 | 26,04 |
|                   | Polo per le Libertà                | Alleanza Nazionale                        | 8.145                              | 10,07  |       |
|                   | Polo per le Libertà                | CCD-CDU                                   | 2.874                              | 3,55   |       |
| Totale coalizione | Totale coalizione                  | 32.091                                    | 39,66                              |        |       |
|                   | L'Ulivo                            |                                           | Partito Democratico della Sinistra | 18.704 | 23,11 |
|                   | L'Ulivo                            | Popolari per Prodi (PPI-SVP-PRI-UD-Prodi) | 4.301                              | 5,32   |       |
|                   | L'Ulivo                            | Rinnovamento Italiano                     | 3.158                              | 3,90   |       |
|                   | L'Ulivo                            | Federazione dei Verdi                     | 2.283                              | 2,82   |       |
| Totale coalizione | Totale coalizione                  | 28.446                                    | 35,15                              |        |       |
|                   | Lega Nord                          | Lega Nord                                 | Lega Nord                          | 10.246 | 12,66 |
|                   | Progressisti                       |                                           | Rifondazione Comunista             | 7.287  | 9,01  |
|                   | Lista Pannella - Sgarbi            | Lista Pannella - Sgarbi                   | Lista Pannella - Sgarbi            | 2.267  | 2,80  |
|                   | Movimento Sociale Fiamma Tricolore | Movimento Sociale Fiamma Tricolore        | Movimento Sociale Fiamma Tricolore | 399    | 0,49  |
|                   | Partito Umanista                   | Partito Umanista                          | Partito Umanista                   | 185    | 0,23  |
| Totale            | Totale                             | Totale                                    | Totale                             | 80.921 |       |

#### Risultati uninominale
|                               | Ferdinando Targetti ✔️ Eletto | L'Ulivo             | 35 472 | 44,13 |  |  |  |  |  |
|                               | Franca Valenti                | Polo per le Libertà | 32 596 | 40,55 |  |  |  |  |  |
|                               | Siro Marziali                 | Lega Nord           | 11 385 | 14,16 |  |  |  |  |  |
|                               | Gianni Gilardoni              | Partito Umanista    | 932    | 1,16  |  |  |  |  |  |
| Totale                        | Totale                        | Totale              | 80 385 | 100   |  |  |  |  |  |
|                               |                               |                     |        |       |  |  |  |  |  |
| Fonte: Ministero dell'interno |                               |                     |        |       |  |  |  |  |  |

### XIV legislatura

#### Risultati proporzionale
| Coalizioni        | Coalizioni              | Liste                                 | Liste                   | Voti   | %     |
| ----------------- | ----------------------- | ------------------------------------- | ----------------------- | ------ | ----- |
|                   | Casa delle Libertà      |                                       | Forza Italia            | 25.353 | 31,44 |
|                   | Casa delle Libertà      | Alleanza Nazionale                    | 8.267                   | 10,25  |       |
|                   | Casa delle Libertà      | Lega Nord                             | 4.215                   | 5,23   |       |
|                   | Casa delle Libertà      | CCD-CDU                               | 1.400                   | 1,74   |       |
| Totale coalizione | Totale coalizione       | 39.235                                | 48,66                   |        |       |
|                   | L'Ulivo                 |                                       | Democratici di Sinistra | 13.534 | 16,78 |
|                   | L'Ulivo                 | La Margherita (Dem - PPI - RI- UDEUR) | 12.843                  | 15,93  |       |
|                   | L'Ulivo                 | Il Girasole (FdV - SDI)               | 1.665                   | 2,06   |       |
|                   | L'Ulivo                 | Comunisti Italiani                    | 1.438                   | 1,78   |       |
| Totale coalizione | Totale coalizione       | 29.480                                | 36,55                   |        |       |
|                   | Rifondazione Comunista  | Rifondazione Comunista                | Rifondazione Comunista  | 4.749  | 5,89  |
|                   | Lista Di Pietro         | Lista Di Pietro                       | Lista Di Pietro         | 3.258  | 4,04  |
|                   | Lista Pannella - Bonino | Lista Pannella - Bonino               | Lista Pannella - Bonino | 2.488  | 3,09  |
|                   | Partito Pensionati      | Partito Pensionati                    | Partito Pensionati      | 770    | 0,95  |
|                   | Democrazia Europea      | Democrazia Europea                    | Democrazia Europea      | 585    | 0,73  |
|                   | Abolizione scorporo     | Abolizione scorporo                   | Abolizione scorporo     | 77     | 0,10  |
| Totale            | Totale                  | Totale                                | Totale                  | 80.642 |       |

#### Risultati uninominale
|                               | Fabio Stefano Minoli Rota ✔️ Eletto | Casa delle Libertà | 38 992 | 48,86 |  |  |  |  |  |
|                               | Ferdinando Targetti                 | L'Ulivo            | 36 416 | 45,63 |  |  |  |  |  |
|                               | Piero David Portaleone              | Lista Di Pietro    | 4 400  | 5,51  |  |  |  |  |  |
| Totale                        | Totale                              | Totale             | 79 808 | 100   |  |  |  |  |  |
|                               |                                     |                    |        |       |  |  |  |  |  |
| Fonte: Ministero dell'interno |                                     |                    |        |       |  |  |  |  |  |